# Драгавцев, Александр Михайлович
Александр Михайлович Драгавцев (09 ноября 1914 — 30 ноября 1976) — главный конструктор проекта Проектно-конструкторского бюро по проектированию путевых комбайнов ВНИИ железнодорожного транспорта Министерства путей сообщения СССР, Герой Социалистического Труда.

## Биография
Родился 9 ноября 1914 года[по какому календарю?] в городе Медынь Калужской губернии в рабочей семье.
В 1929 году был вынужден прервать учёбу в школе из-за тяжелого материального положения семьи и стал учеником электромонтёра на одном из заводов Медыни. С 1931 года работал на Калужском заводе Всесоюзного объединения весоизмерительной продукции (с 1934 года — Государственный союзный завод имени Эрнста Тельмана, позже — Калужский завод транспортного машиностроения). В 1936 году без отрыва от производства окончил рабфак при заводе, затем — Московский институт инженеров транспорта (1941).
Во время Великой Отечественной войны был инженером ремонтно-восстановительного поезда; награждён медалью «За трудовое отличие» (13.09.1943). Летом 1945 года работал в Германии в составе группы специалистов по отбору оборудования в счёт репараций.
С 1947 года — главный механик 8-й путевой машинной станции Московско-Курско-Донбасской железной дороги. В следующем году был назначен главным инженером опытной путевой машинной станции на Октябрьской железной дороге; руководил испытаниями новой железнодорожной техники, разрабатываемой ВНИИЖТ. К 1954 году разработал первую в СССР щебнеочистительную машину ДОМ-Д, а к 1957 г. — щебнеочистительную машину ЩОМ-Д.
С 1958 года — главный конструктор проекта Проектно-конструкторского бюро по проектированию путевых комбайнов Всесоюзного научно-исследовательского института железнодорожного транспорта, а после реорганизации в 1970 году — в Проектно-технологическом конструкторском бюро Главного управления пути Министерства путей сообщения СССР.
С 1972 года — главный инженер Центрального конструкторского бюро путевых машин (ЦКБ «Путьмаш»).
Указом Президиума Верховного Совета СССР от 1 августа 1959 года присвоено звание Героя Социалистического Труда. Заслуженный изобретатель РСФСР.
Умер 30 ноября 1976 года в Москве, похоронен на Головинском кладбище (участок 16).